# Manuela Montebrun
Manuela Montebrun (Francia, 13 de noviembre de 1979) es una atleta francesa, especialista en la prueba de lanzamiento de martillo, en la que ha logrado ser medallista de bronce mundial en 2005.

## Carrera deportiva
En el mundial de París 2003 ganó el bronce en lanzamiento de martillo, tras la cubana Yipsi Moreno y la rusa Olga Kuzenkova.
Y dos años después, en el Mundial de Helsinki 2005 volvió a ganar la medalla de bronce en martillo, con un lanzamiento de 71.41 m, tras la cubana Yipsi Moreno (oro con 73.08 m), y la rusa Tatyana Lysenko (plata con 72.46 m).